# Mill Bay (contea di Antrim)
Mill Bay o MillBay è un piccolo villaggio situato su Islandmagee, una penisola nella Contea di Antrim, Irlanda del Nord. Si trova vicino alla piccola baia di Carnspindle, all'interno della townland di Carnspindle. La zona faceva parte del vecchio Distretto di Larne, ora inglobato nel più grande Distretto di Mid e East Antrim. Secondo il Censimento del 2011 aveva una popolazione di 103 persone, con 40 households (gruppi di persone abitanti nella stessa casa, anche se non appartenenti necessariamente alla stessa famiglia, o anche persone singole abitanti in una casa). (93 persone secondo il Censimento del 2001). 

## Luoghi di interesse
Il Ballylumford Dolmen è meglio conosciuto dai locali come il Druid's Altar (l'Altare del Druido). Reperti storici sono stati recuperati dagli archeologi sotto il dolmen: sembra che tali reperti siano rimasti sopra una camera funeraria risalente a tempi antichi. Il dolmen si trova sulla strada tra Mill Bay e Ballylumford.